# Мар'ївка — Херсон
Мар'ївка – Херсон – газопровід на півдні України, споруджений для подачі ресурсу до Херсона та далі у південному напрямку.
У 1962 році дещо північніше Херсона пройшов газопровід Шебелинка – Дніпропетровськ – Одеса (одна з перших складових газотранспортного коридору Шебелинка – Ізмаїл), що надало змогу вже у 1963 році спорудити відгалуження від нього для подачі блакитного палива до Херсона. Воно починалось в районі Мар'ївки та мало довжину 53 км при діаметрі 500 мм.
До 1990 року була прокладена друга нитка трубопроводу Мар'ївка – Херсон, яка мала довжину 64 км та була виконана у значно більшому діаметрі 1000 мм. Додатковий ресурс був потрібен не лише споживачам Херсона, але й для подачі далі на південь по трубопроводу Херсон – Крим, перша черга якого стала до ладу в 1970-му.
Можливо також відзначити, що з 1978 року на вихідному пункті газопроводу працює компресорна станція Мар'ївка.